# BoRG-58
BoRG-58 è un ammasso di galassie, situato nella costellazione del Boote, scoperto nel corso di un'esplorazione randomizzata del cielo, nello spettro dell'infrarosso, come parte del programma Brightest of Reionizing Galaxies (BoRG), utilizzando la Wide Field Camera 3 del Telescopio spaziale Hubble.
BoRG-58 è situato alla distanza 13,1 miliardi di anni luce (tempo di percorrenza della luce).
Nell'ammasso, più propriamente definibile protoammasso di galassie, sono state individuate cinque giovani galassie le cui immagini risalgono ad un'era corrispondente a quando l'Universo aveva solo 600 milioni di anni a partire dal Big Bang. Tale fase coincide con l'epoca della reionizzazione, il periodo durante il quale l'idrogeno del gas presente nell'Universo è passato da uno stato quasi completamente neutrale ad essere quasi completamente ionizzato
Queste cinque galassie erano di piccole dimensioni, circa 1/20 della Via Lattea, ma avevano tuttavia una luminosità a lei paragonabile.